# دهانه چیکشولوب
دهانه چیکْشولوب یک دهانه برخوردی مدفون در زیر شبه‌جزیره یوکاتان در مکزیک است. مرکز آن در نزدیکی شهر چیکشولوب، یوکاتان قرار دارد.
تاریخ ایجاد این دهانه دقیقاً بر مرز بین دو دوره زمین‌شناسی کرتاسه و پالئوژن منطبق است. قطر این دهانه بیش از ۱۸۰ کیلومتر و عمق آن حدود ۲۰ کیلومتر است. مطابق با نظریات گوناگون برخورد شهاب‌واره‌ای با قطر حداقل ۱۰ کیلومتر (۶ مایل) به سطح زمین باعث پیدایش چنین دهانه‌ای شده است.

## مشخصات و زمان دقیق برخورد شهاب‌سنگ
دانشمندان اروپایی و آمریکایی با استفاده از تجهیزات جدید توانسته‌اند دامنه تخمین زمان برخورد در دهانه چیکسالوب را به ۱۱ هزار سال محدود کرده و بین ۶۶٫۰۳ تا ۶۶٫۰۴ میلیون سال قبل قرار دهند که تقریباً همزمان با انقراض عظیم دایناسورها است.

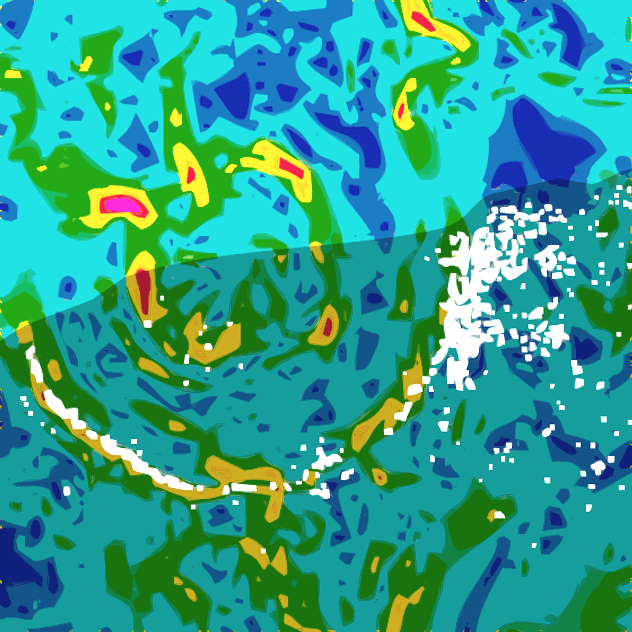
طرحی از ناهنجاری‌های گرانشی نقشهٔ منطقهٔ دهانه چیکشلوب. قرمز و زرد گرانش بالا، سبز و آبی گرانش پایین را نشان می‌هند، سفید گودال‌ها، یا «گرداب‌ها» هستند، و منطقهٔ سایه‌دار شبه جزیره یوکاتان است.

جرم برخوردی چیکشلوب (به اسپانیایی: Impactor de Chicxulub)، که به نام علمی جرم برخوردی (کی/پی‌جی K/Pg) و نیز (با کمی نظریه‌پردازی) به عنوان سیارک چیکشلوب هم شناخته شده، یک سیارک یا یک دنباله‌دار با قطر حداقل ۱۰ کیلومتر (۶ مایل) است که ایجادکنندهٔ دهانه چیکشلوب بوده‌است. این جرم در فاصلهٔ چند کیلومتری از شهر امروزی چیکشلوب در مکزیک به زمین برخورد کرده، که از این رو جرم برخوردی و دهانهٔ آن به نام چیکشلوب نام‌گذاری شده‌اند. از آنجا که تاریخ برآورد شدهٔ برخورد این جرم و مرز کرتاسهٔ آن، با پالئوژن (مرز کی‌پی‌جی K-Pg) همزمان است، یک اجماع علمی صورت گرفته که: در اثر آن رویداد بوده که رویداد انقراض کرتاسه-پالئوژن، رویدادی که باعث مرگ دایناسورهای غیر مرغی و گونه‌های دیگری در این سیاره شده، به وجود آمده‌است.
دهانهٔ برخوردی ایجاد شده بیش از ۱۸۰ کیلومتر (۱۱۰ مایل) قطر دارد، و این قطر آن دهانه را از دیدگاه پهناوری در ردیف سومین دهانهٔ برخوردی شناخته شده بر روی سیارهٔ زمین قرار می‌دهد.
نشانه‌های زمین‌شناسی جامانده تاریخ رویداد برخورد را در اواخر کرتاسه، حدود ۶۶ میلیون سال پیش نشان می‌دهند. مؤثر بودن این رویداد در ایجاد انقراضی که در آن زمان رخ داد، همان‌گونه که بر پایهٔ مرز کی-پی‌جی (K-Pg) استدلال شده، (مرز زمین‌شناسی بین کرتاسه و دوره پالئوژن) پیشنهادی ممکن است، ولی برخی از دانشمندان در این که آیا تأثیر آن برخورد تنهاعامل ایجاد انقراض بوده‌باشد مشکوکند. گروهی دیگر نیز می‌گویند که برخورد چیکسولوب می‌تواند تنها یکی از چند برخوردهای ممکن به زمین در حدود همان ایام بوده‌باشد.
در مارس ۲۰۱۰، به دنبال بررسی و تحلیل گسترده‌ای از مدارک موجود که حدود بیست سال داده‌های اندازه‌گیری‌شده را در زمینه‌های فسیل شناسی، ژئوشیمی، مدل سازی آب و هوا، ژئوفیزیک و رسوب را پوشش می‌داد، چهل و یک کارشناس بین‌المللی از سیصد و سه مؤسسه شواهد موجود را مورد بررسی قرار دادند و نتیجه گرفتند که تأثیر برخورد چیکسولوب در مرز کی-پی‌جی (K-Pg)، انقراض دسته‌جمعی، و از جمله دایناسورها باعث شده‌است.